# Karná
Karná es un municipio del distrito de Humenné en la región de Prešov, Eslovaquia. Tiene una población estimada, a fines de 2020, de 457 habitantes. 
Se encuentra ubicado al sureste de la región, cerca de los ríos Cirocha y Laborec (cuenca hidrográfica del río Tisza) y de la frontera con la región de Košice.

## Demografía
| Año        | 1994 | 2004    | 2014    | 2024 |
| ---------- | ---- | ------- | ------- | ---- |
| Población  | 435  | 447     | 457     | 457  |
| Diferencia |      | +2,75 % | +2,23 % | +0 % |

| Año        | 2023 | 2024    |
| ---------- | ---- | ------- |
| Población  | 461  | 457     |
| Diferencia |      | −0,86 % |